# Éva Besnyő

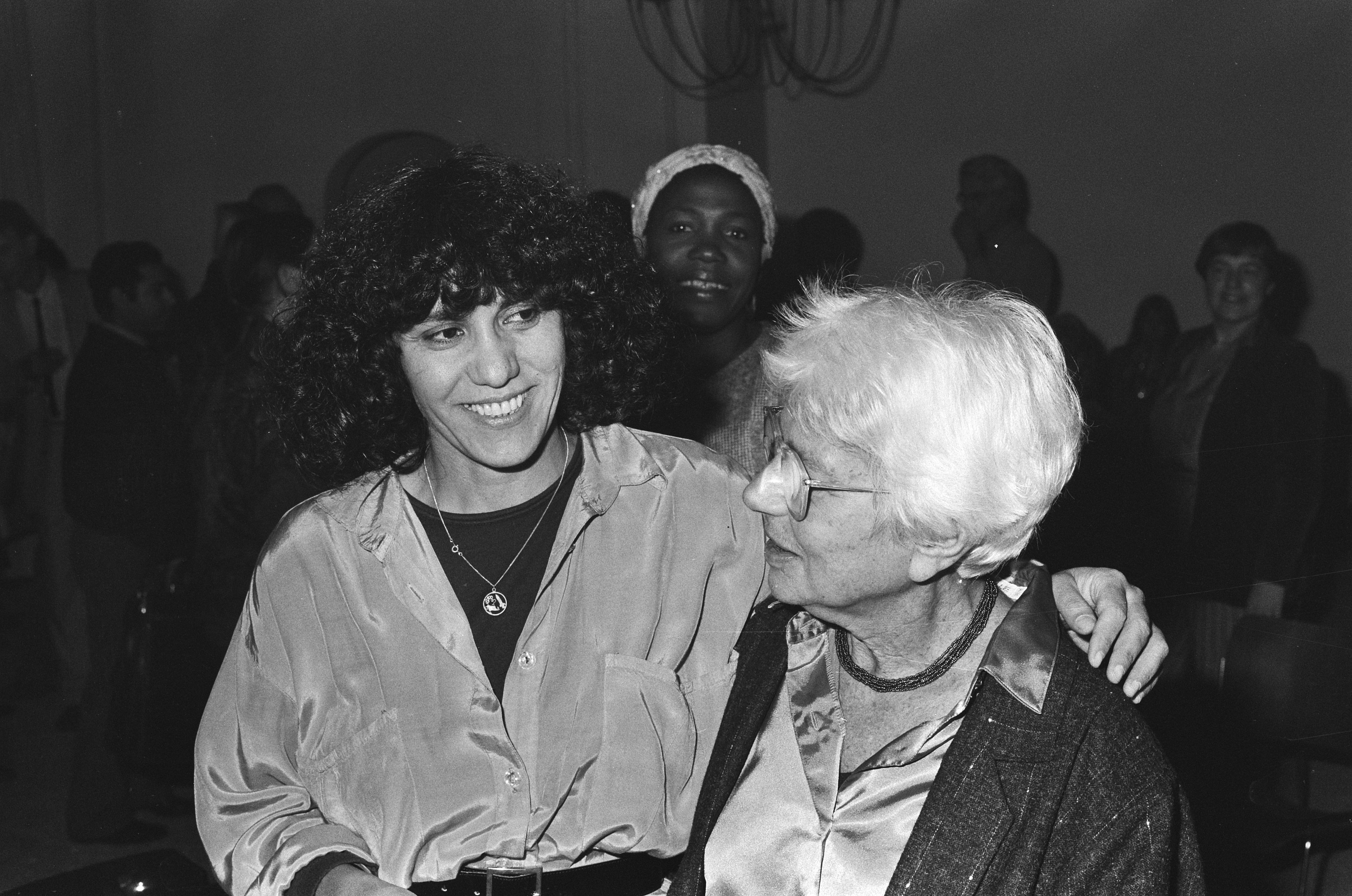
Maviye Karaman Ince und Eva Besnyö (1985)

Éva Marianna Besnyő (* 29. April 1910 in Budapest; † 12. Dezember 2003 in Laren, Niederlande) war eine ungarisch-niederländische Fotografin. Neben Emmy Andriesse, Cas Oorthuys und Carel Blazer gilt sie als eine Vertreterin der Strömung Nieuwe Fotografie („Neue Fotografie“).

## Leben
Éva Besnyő wuchs als eine von drei Schwestern in einer liberalen jüdischen Budapester Familie auf. Sie lebte im selben Haus wie Endre Friedmann, der sich später, inspiriert durch Éva Besnyő, der Fotografie zuwandte und sich Robert Capa nannte. Mit achtzehn Jahren ging sie für zwei Jahre in die Lehre im Bereich Architektur- und Porträtfotografie bei dem Budapester Fotografen József Pécsi (1889–1956). Er gab Besnyő den Rat, nach ihrer Ausbildung nach Berlin zu gehen, den sie 1930 befolgte. 

Bis Anfang des Jahres 1931 arbeitete Éva Besnyő im Labor des Werbefotografen René Ahrlé, anschließend unter dem Pressefotografen Peter Weller, der viele ihrer Aufnahmen unter seinem eigenen Namen u. a. an die Berliner Illustrirte Zeitung verkaufte. 

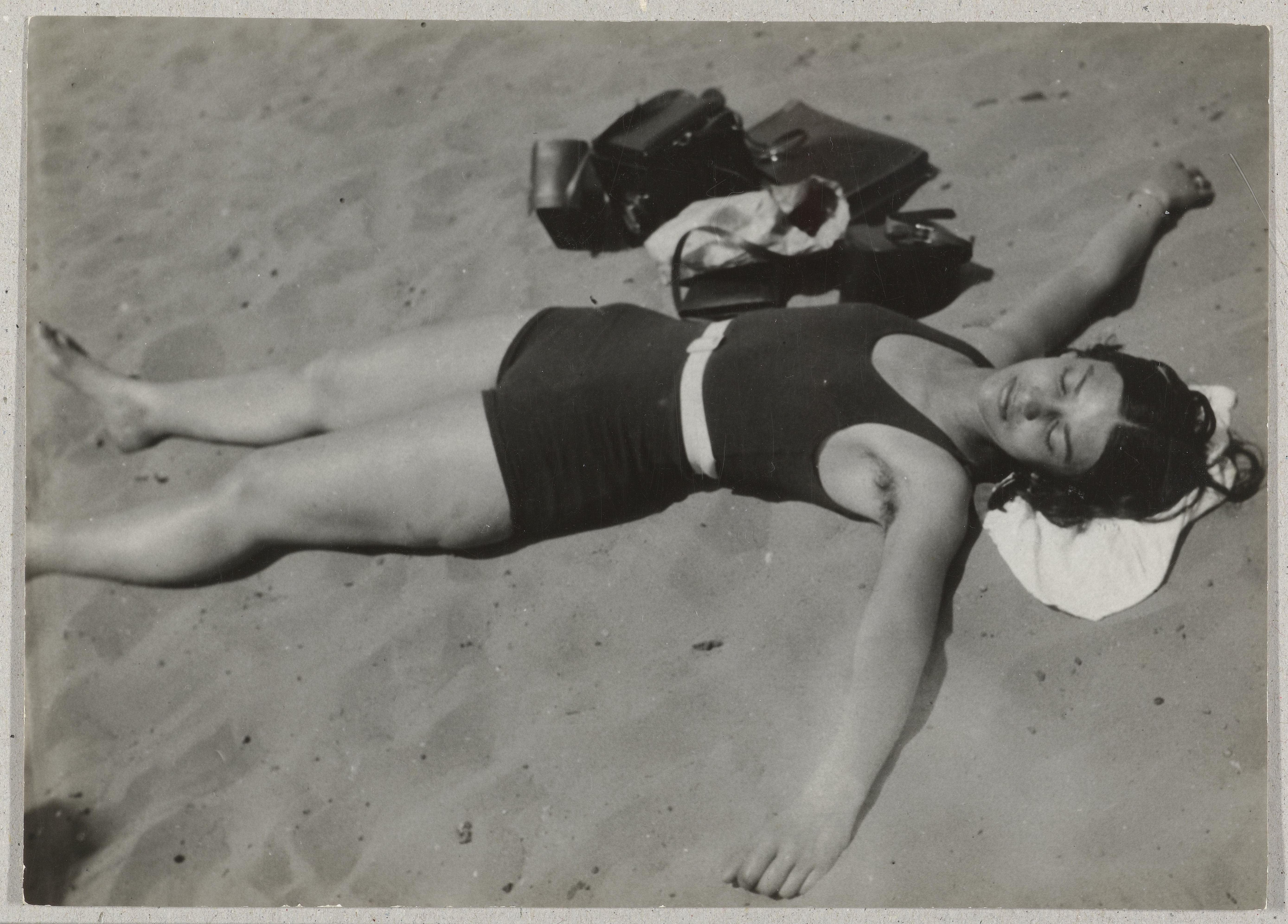
Portret van Eva Besnyö op het strand (Peter Weller, Berlin, 1931)

Zum Ende des Jahres 1931 mietete sie sich ein eigenes Studio in der Nachodstraße in Berlin-Wilmersdorf, arbeitete aber weiterhin auch an journalistischen Reportagen, die sie über die Agentur Neofot anbot. In ihrer Berliner Zeit pflegte sie weiterhin ihre enge Freundschaft mit dem Fotografen und Designer György Kepes (1906–2001), der im häufigen Kontakt mit László Moholy-Nagy stand, sowie zu Robert Capa, der inzwischen als Student in Berlin lebte. 
Vor dem Hintergrund des wachsenden Antisemitismus im Deutschen Reich emigrierte Éva Besnyő nach Amsterdam. Sie heiratete dort 1933 den niederländischen Filmemacher John Fernhout (Johannes Hendrik Fernhout/John Ferno; 1913–1987), den Sohn der Malerin Charley Toorop. Sie knüpfte in Amsterdam u. a. Kontakte zu dem Grafiker Paul Schuitema, dem Fotografen Carel Blazer und dem Architekten Alexander Bodon.
1937 war sie, zusammen mit Cas Oorthuys und Carel Blazer, im Komitee für die internationalen Ausstellung „foto '37“, die im Amsterdamer Stedelijk Museum stattfand. Für die Vorbereitung der Ausstellung besuchte sie Henri Cartier-Bresson, Brassaï und Florence Henri in Paris.  

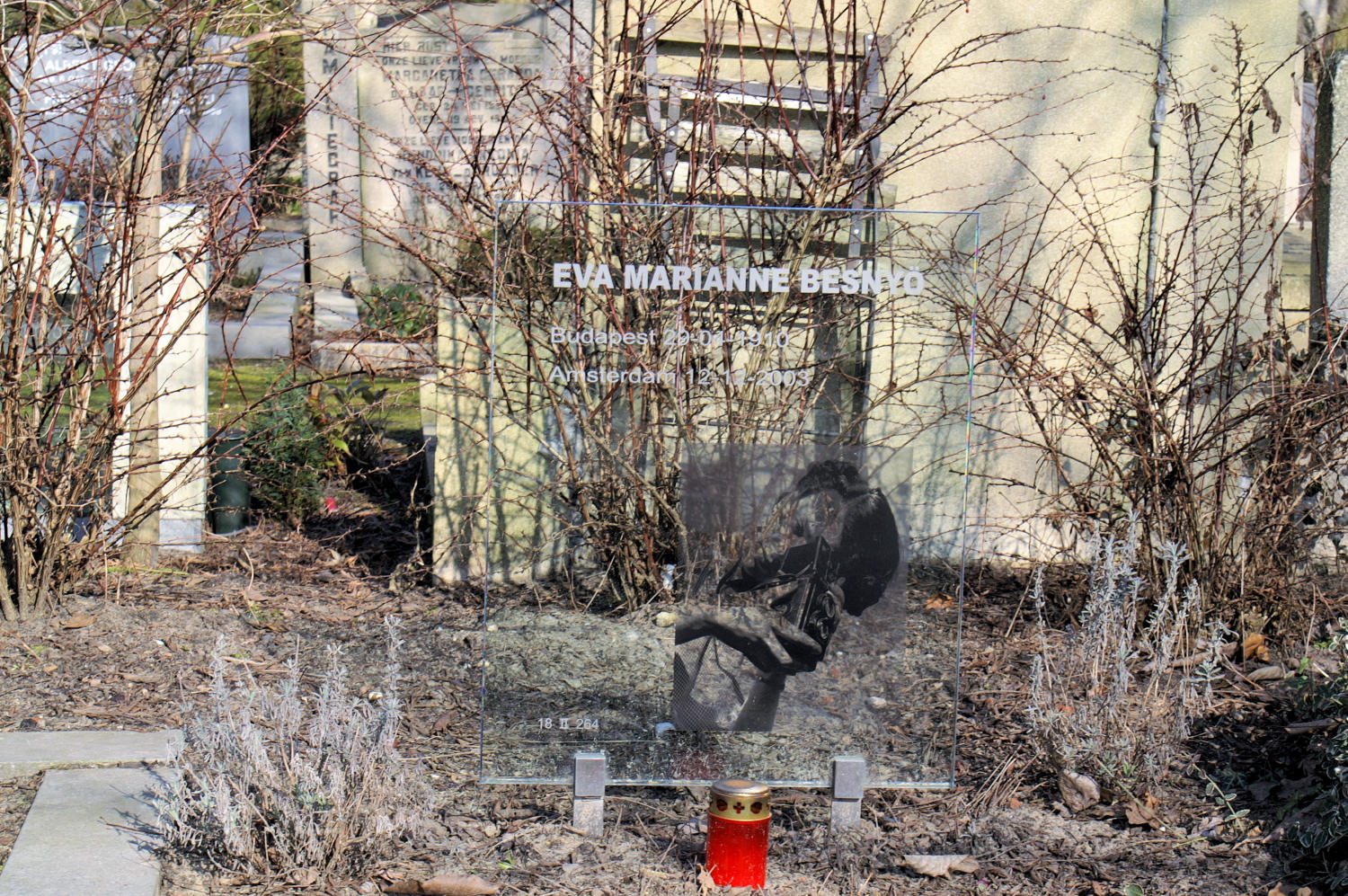
Grab Eva Besnyös

Ende der Dreißigerjahre war sie in den Niederlanden eine ebenso geschätzte wie viel beschäftigte Fotografin. Das änderte sich 1940 mit der Besetzung der Niederlande durch die Deutschen schlagartig. Besnyő erhielt Berufs- und Reiseverbot. Zwischen 1942 und 1944 tauchte sie unter, während ihr Mann sich zu dieser Zeit in China und den USA aufhielt. Besnyő arbeitete während der deutschen Besetzung der Niederlande, zusammen mit ihrem späteren zweiten Ehemann, für den niederländischen Widerstand. Sie fertigte Passfotos für gefälschte Papiere an. Sie bemühte sich außerdem um ihre „Arisierung“, die sie mit Hilfe eines gefälschten Geburtszeugnisses, das ihre Mutter ihr beschaffte, auch erlangte.
1945 ließ sich das Paar Besnyő/Fernhout scheiden. Im Jahr 1946 heiratete sie den niederländischen Grafiker Wim Brusse, mit dem sie den Sohn Bertus (1945) und die Tochter Yara (1948) bekam. Nun musste die fotografische Arbeit zeitweise in den Hintergrund treten.
Durch eine Konzentration auf Fotoreportagen wurde Éva Besnyő in den 1970er Jahren eine bekannte Fotografin der niederländischen Frauenbewegung.
1987 wurde in Berlin ihr Buch Mit anderen Augen. Berlin 1930–1932 publiziert. Es enthält Fotografien aus Besnyős Berliner Zeit. 1990 wurde Éva Besnyős Werk in einer Einzelausstellung im Verborgenen Museum in Berlin präsentiert. Im Jahr 1999 erhielt sie den Dr.-Erich-Salomon-Preis für humanistischen Fotojournalismus der Deutschen Gesellschaft für Photographie.

## Werk
Besnyő begann mit Aufnahmen aus dem Elendsviertel Kiserdő in Budapest; weitere Bilder wie Ein Arbeitsloser im Jordaan, Vor der Börse, Amsterdam 1932 oder Pfandhaus M. Cosman sind ebenfalls sozialkritisch inspiriert, doch ist die Bildsprache eher poetisch als kämpferisch. Nach Miklós Horthys Machtübernahme sollten „Kunst und Fotografie dem magyarischen Nationalismus huldigen“ (Besnyő), deshalb emigrierte sie nach Berlin, wie etliche Kollegen. Die Stadt galt damals als Metropole des Umbruchs und der Experimentierfreude: „Ich kam nach Berlin und da ging das Licht an!“ so Besnyő. Sie entdeckte Filme der russischen Avantgarde, erlebte das Theater des Erwin Piscator und besuchte die Marxistische Arbeiterschule (MASCH). Für ihre Fototechnik bedeutete das: „Zu Beginn fotografierte ich Menschen. Manchmal schlafend; aber die waren immer dem formalen Prinzip untergeordnet und hatten keine Bedeutung als Individuen.“ Ihr Schaffen ist zu dieser Zeit gekennzeichnet von klaren Linien, feingestalteten Strukturen, unüblichen Blickpunkten, steilen Aufsichten, reichen Stufungen der Lichtführung und der Grauwerte. Die kühnen Diagonalen drücken ihr neues Sehen aus: „In Ungarn lag die Diagonale in der Luft, in Berlin ging sie durch mich hindurch.“ Der Betrachter muss zur Wahrnehmung aktiv werden, da sich Wirklichkeit nicht direkt erschließt: „dem Bekannten neue Ansichten abgewinnen.“
Besnyő fotografierte fast menschenleere Straßen, mit surrealer Wirkung (Starnberger Straße), sie zeigte Menschen von hinten (Koksarbeiter oder Zwei Mädchen, schutzsuchend). Sie fasste die Stadt beinahe kubistisch auf (Deutsches Stadion); Fläche und Linien dominierten jetzt ihr Werk, wie bei den Konstruktivisten. Im Erstarken der Nationalsozialisten erkannte sie das angewandte Gewaltprinzip: „Auf der Straße waren alle die Braunhemden mit Knüppeln ... Es gab Zusammenstöße in linken Cafés, wo sie Menschen und das ganze Café kurz und klein schlugen. Es war eine gewalttätige Atmosphäre.“ Als die Agentur sie zum Verschweigen ihres Namens aufforderte, weil er zu jüdisch klinge, verließ sie die Stadt und fuhr nach Amsterdam. Dort gab es 1934 ihre erste Einzelausstellung. Sie wurde Mitglied im „Bund der Künstler zur Verteidigung der kulturellen Rechte“. Dieser Bund organisierte eine Ausstellung „Olympiade unter der Diktatur“, an der sie teilnahm. Die Ausstellung „foto '37“ organisierte sie an führender Stelle mit. In dieser Zeit lebte sie viel von Auftragsarbeiten, z. B. in der Architekturfotografie, mit denen sie zwischen 1935 und 1939 großen Erfolg hatte. Später gefiel ihr nicht, dass sie „die Architektur immer ohne Menschen aufnehmen“ musste.
Nachdem die Deutschen Rotterdam bombardiert hatten, lichtete sie Trümmerszenen als Ruinenlandschaft ab, deren Bildwirkung sie damals überwältigte; im Rückblick distanzierte sie sich von dem Zyklos, bewertete ihn sogar als „Todesstoß meiner ästhetischen Fotografie.“
In den Fünfziger- und Sechzigerjahren entstanden „eindrückliche Porträts“.
In den 1970er Jahren dokumentierte sie die Aktionen der Dollen Mina: „Da war ... das Thema viel wichtiger als die Form.“ Jetzt bildete sie hundertfach Alltagssituationen ab, die räumliche oder atmosphärische Spannungen zeigten. Sie erhielt den Annie-Romein-Preis der Zeitschrift Opzij für „ihren besonderen Beitrag zur Geschichtsschreibung ... der feministischen Bewegung..., die durch Worte so nicht hätte wiedergegeben werden können.“
Das Werk Besnyős spiegelt somit überwiegend ein Zusammengehen von künstlerischem Beruf und ihrer Teilhabe am öffentlichen Leben.

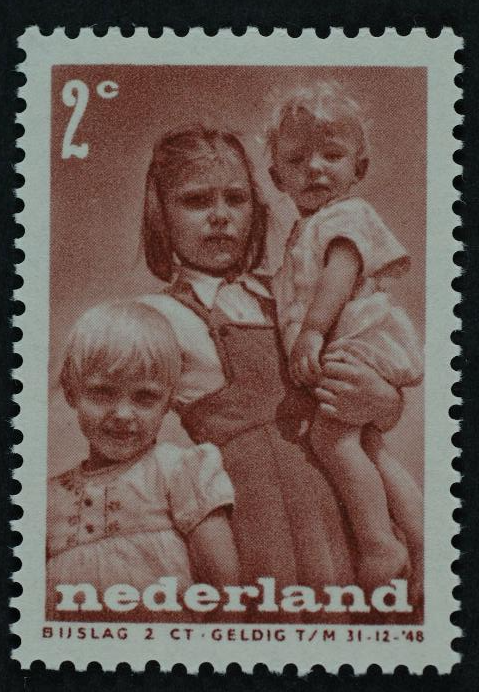
Briefmarken (1947)
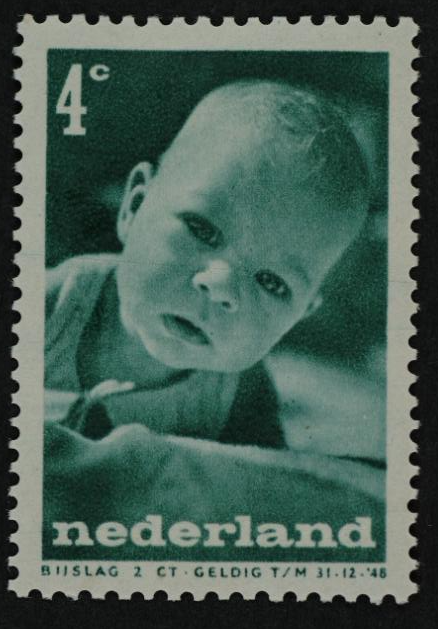
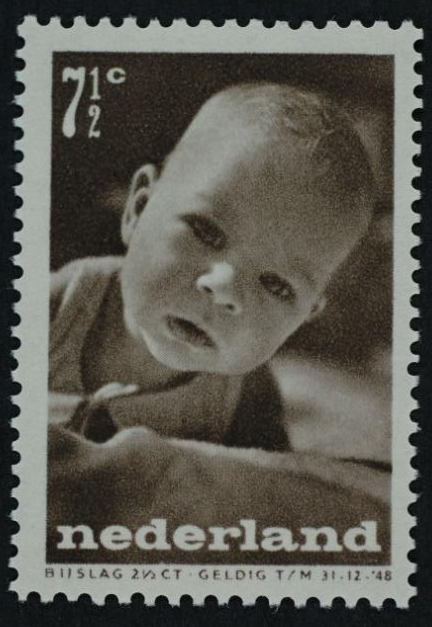
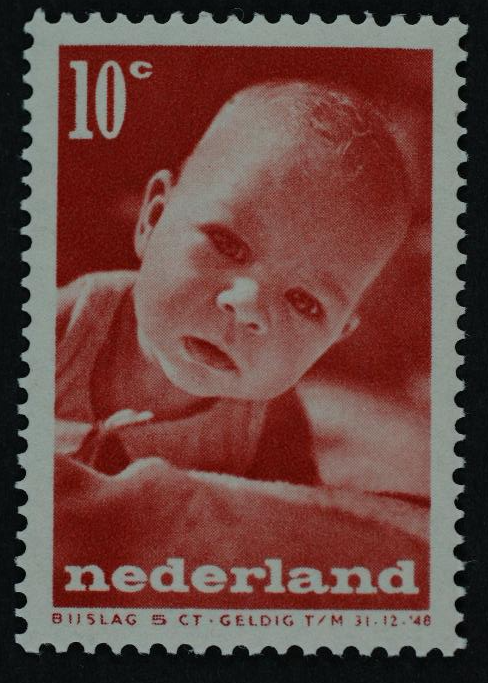
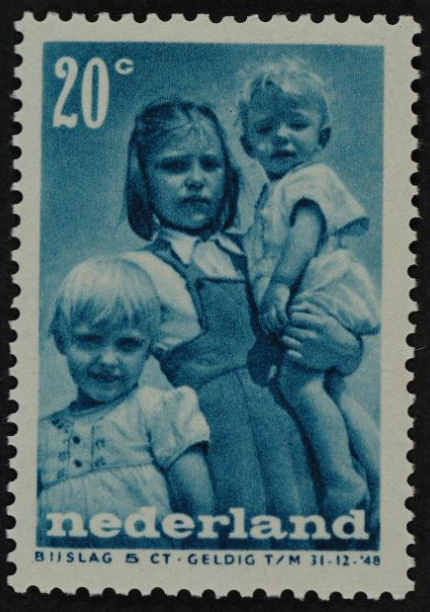

## Ausstellungen (Auswahl)
- 2018: Eva Besnyö – Photographin. Budapest, Berlin, Amsterdam. Käthe Kollwitz Museum Köln / Das Verborgene Museum[8] / Paula Modersohn-Becker Museum[9]
- 2011/2012: Eva Besnyö, Fotografin 1910–2003. Budapest – Berlin – Amsterdam. Das Verborgene Museum / Berlinische Galerie, Berlin.[10][11]
- 2007: Onbekende Foto’s – Eva Besnyö. Jüdisches Historisches Museum, Amsterdam[12]
- 2005: Seelenverwandt. Ungarische Fotografen 1914–2003. Martin-Gropius-Bau, Berlin[13]
- 2003: De Keurcollectie – Eva Besnyö. FOAM, Fotografiemuseum, Amsterdam
- 1992: Photographien 1930–1989. Das Verborgene Museum, Berlin
- 1991: Onbekende foto’s. Jüdisches National Museum. Amsterdam
- 1982: N’halve eeuw werk. Historisches Museum Amsterdam. Amsterdam

## Film
- Eva Besnyö, de keurcollectie. Dokumentarfilm von Leo Erken; Musik: Tjitze Vogel, 51 min., 2003.